# Qaarsorsuaq
Qaarsorsuaq (o Qaersorssuaq, danese Sanderson Hope) è un'isola disabitata della Groenlandia di 125 km². Si trova nella Groenlandia occidentale, nella comune di Avannaata.